# Tim Brabants

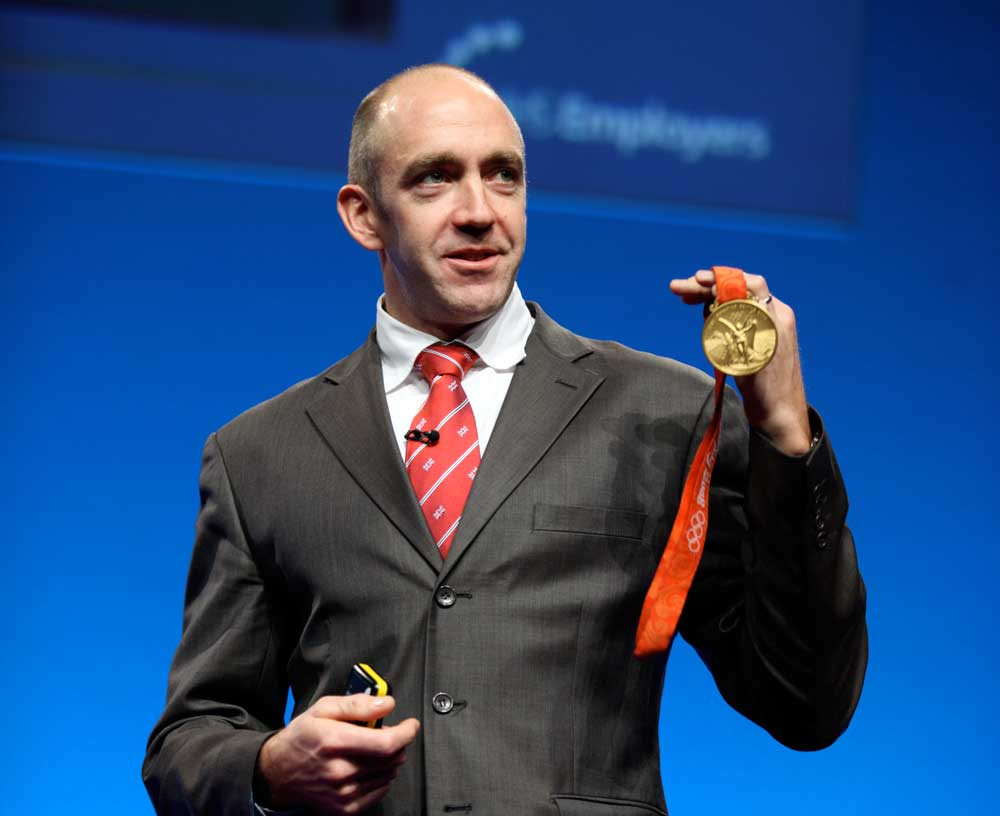
Tim Brabants (2011)

Jules Timothy „Tim“ Brabants, MBE (* 23. Januar 1977 in Chertsey, Surrey) ist ein ehemaliger britischer Kanute, der bei Olympischen Spielen einmal Gold und zweimal Bronze gewann. Er war einmal Weltmeister und dreimal Europameister.

## Karriere
Tim Brabants begann im Alter von zehn Jahren mit dem Kanusport, ab 1994 trat er international für das Vereinigte Königreich an. Seine erste internationale Medaille erhielt er bei den Weltmeisterschaften im Kanu-Marathon 1998, als er zusammen mit Conor Holmes Silber gewann. 1999 belegte er im Einer-Kajak über 1000 Meter den vierten Platz bei den Europameisterschaften, bei den Weltmeisterschaften 1999 erreichte er den sechsten Platz. Im Jahr darauf belegte er den sechsten Platz bei den Europameisterschaften. Bei den Olympischen Spielen 2000 in Sydney gewann er hinter dem Norweger Knut Holmann und dem Bulgaren Petar Markow die Bronzemedaille über 1000 Meter. Dies war die erste Medaille für einen britischen Flachwasserkanuten bei Olympischen Spielen.
2001 belegte Brabants über 1000 Meter den siebten Platz bei den Weltmeisterschaften und 2003 war er Fünfter. Bei den Europameisterschaften 2004 gewann er die Silbermedaille hinter dem Norweger Eirik Verås Larsen. Larsen siegte auch bei den Olympischen Spielen 2004 in Athen, Brabants belegte den fünften Platz.
Brabants trat erst 2006 wieder international an und gewann den Europameistertitel über 1000 Meter. Bei den Weltmeisterschaften 2006 in Szeged belegte er den zweiten Platz hinter dem Schweden Markus Oscarsson. 2007 gewann Brabants den Europameistertitel auf der 500-Meter-Strecke, über 1000 Meter belegte er den zweiten Platz hinter Eirik Verås Larsen. Bei den Weltmeisterschaften 2007 siegte Brabants über 1000 Meter vor dem Kanadier Adam van Koeverden, über 500 Meter siegte van Koeverden vor Brabants. 2008 gewann Brabants seinen dritten Europameistertitel, diesmal wieder über die 1000-Meter-Distanz. Bei den Olympischen Spielen in Peking siegte Brabants über 1000 Meter vor dem Norweger Eirik Verås Larsen und dem Australier Ken Wallace. Er war damit der erste britische Kanute, der im Kanurennsport eine olympische Goldmedaille gewann. Einen Tag später erkämpfte er über 500 Meter Bronze hinter Ken Wallace und Adam van Koeverden. 2009 wurde Tim Brabants in den Order of the British Empire aufgenommen.
Nach einem Jahr Pause kehrte Brabants 2010 zurück auf die Regattastrecken. Bei den Europameisterschaften belegte er den vierten Platz über 500 Meter, über 1000 Meter erreichte er nur den achten Platz. Sieben Wochen später gewann er bei den Weltmeisterschaften über 1000 Meter Silber hinter dem Deutschen Max Hoff, über 500 Meter belegte Brabants den vierten und über 5000 Meter den fünften Platz. Seine letzte große Regatta fuhr Tim Brabants bei den Olympischen Spielen 2012, als er den achten Platz über 1000 Meter erreichte.
Der 1,88 m große Tim Brabants begann seine sportliche Karriere beim Elmbridge Canoe Club in Weybridge, später trat er für den Royal Canoe Club in London an. Tim Brabants studierte neben seiner sportlichen Karriere Medizin an der University of Nottingham. 2013 beendete er seine aktive sportliche Laufbahn, um sich ganz auf seinen Beruf als Arzt zu konzentrieren.